# Ravenea glauca
Ravenea glauca är en enhjärtbladig växtart som beskrevs av Henri Lucien Jumelle och Joseph Marie Henry Alfred Perrier de la Bâthie. Ravenea glauca ingår i släktet Ravenea och familjen Arecaceae. IUCN kategoriserar arten globalt som sårbar. Inga underarter finns listade i Catalogue of Life.